# Trinitario
Trinitario, jedna od dviju skupina Moxo Indijanaca (druga je Ignaciano) iz središnjeg dijela južne Bolivije. Jezik kojim govore član je porodice arawakan (8.500, Trinitarios) a ima i dva narječja, loreto (kojim govori 350-400 Loretanos) i javierano (600 Javerianos-govornika); 5,500 govornika ukupno (2000 SIL). Kulturno su obje skupine prilično srodne: lov, ribolov i agrikultura.